# Australiska öppna 2009
| Rafael Nadal och Serena Williams, mästare i herr- respektive damsingel 2009 |  | Rafael Nadal och Serena Williams, mästare i herr- respektive damsingel 2009 |
| Rafael Nadal och Serena Williams, mästare i herr- respektive damsingel 2009 |  |                                                                             |

Australiska öppna 2009 spelades utomhus på hardcourt i Melbourne Park mellan 19 januari och 1 februari. Det var den 97:e upplagan av tävlingen och den första Grand Slam-turneringen under 2009. Wildcardslutspelet till turneringen spelades mellan 15 och 21 december 2008. Där vann Jelena Dokic på damsidan och fick därmed ett wild card till damsingelturneringen, som hon utnyttjade med bravur genom att nå kvartsfinal.  

## Mästare

### Seniorer

#### Herrsingel
Rafael Nadal besegrade  Roger Federer, 7-5, 3-6, 7-6(3), 3-6, 6-2

#### Damsingel
Serena Williams besegrade  Dinara Safina, 6-0, 6-3

#### Herrdubbel
Bob Bryan /  Mike Bryan besegrade  Mahesh Bhupathi /  Mark Knowles, 2-6, 7-5, 6-0

#### Damdubbel
Serena Williams /  Venus Williams besegrade  Daniela Hantuchova /  Ai Sugiyama, 6-3, 6-3

#### Mixed dubbel
Sania Mirza /  Mahesh Bhupathi besegrade  Nathalie Dechy /  Andy Ram, 6-3, 6-1 

### Juniorer

#### Pojksingel
Yuki Bhambri besegrade  Alexandros-Ferdinandos Georgoudas, 6-3, 6-1

#### Flicksingel
Ksenia Pervak besegrade  Laura Robson, 6-3, 6-1

#### Pojkdubbel
Francis Casey Alcantara /  Hsieh Cheng-Peng besegrade  Michail Birjukov /  Yasutaka Uchiyama, 6-4, 6-2

#### Flickdubbel
Christina McHale /  Alja Tomljanovic besegrade  Alexandra Krunic /  Sandra Zaniewska, 6-1, 2-6, 10-4